# Kroktjärnen (Stora Skedvi socken, Dalarna)
Kroktjärnen är en sjö i Säters kommun i Dalarna och ingår i Dalälvens huvudavrinningsområde.